# Laminacauda insulana
Laminacauda insulana is een spinnensoort in de taxonomische indeling van de hangmatspinnen (Linyphiidae).
Het dier behoort tot het geslacht Laminacauda. De wetenschappelijke naam van de soort werd voor het eerst geldig gepubliceerd in 1985 door Alfred Frank Millidge.